# Newton (Texas)
Newton é uma cidade localizada no estado norte-americano de Texas, no Condado de Newton.

## Demografia
Segundo o censo norte-americano de 2000, a sua população era de 2459 habitantes.
Em 2006, foi estimada uma população de 2321, um decréscimo de 138 (-5.6%).

## Geografia
De acordo com o United States Census Bureau tem uma área de
14,3 km², dos quais 14,3 km² cobertos por terra e 0,0 km² cobertos por água. Newton localiza-se a aproximadamente 127 m acima do nível do mar.

## Localidades na vizinhança
O diagrama seguinte representa as localidades num raio de 40 km ao redor de Newton.